# سعيد بن ناصر الراشدي

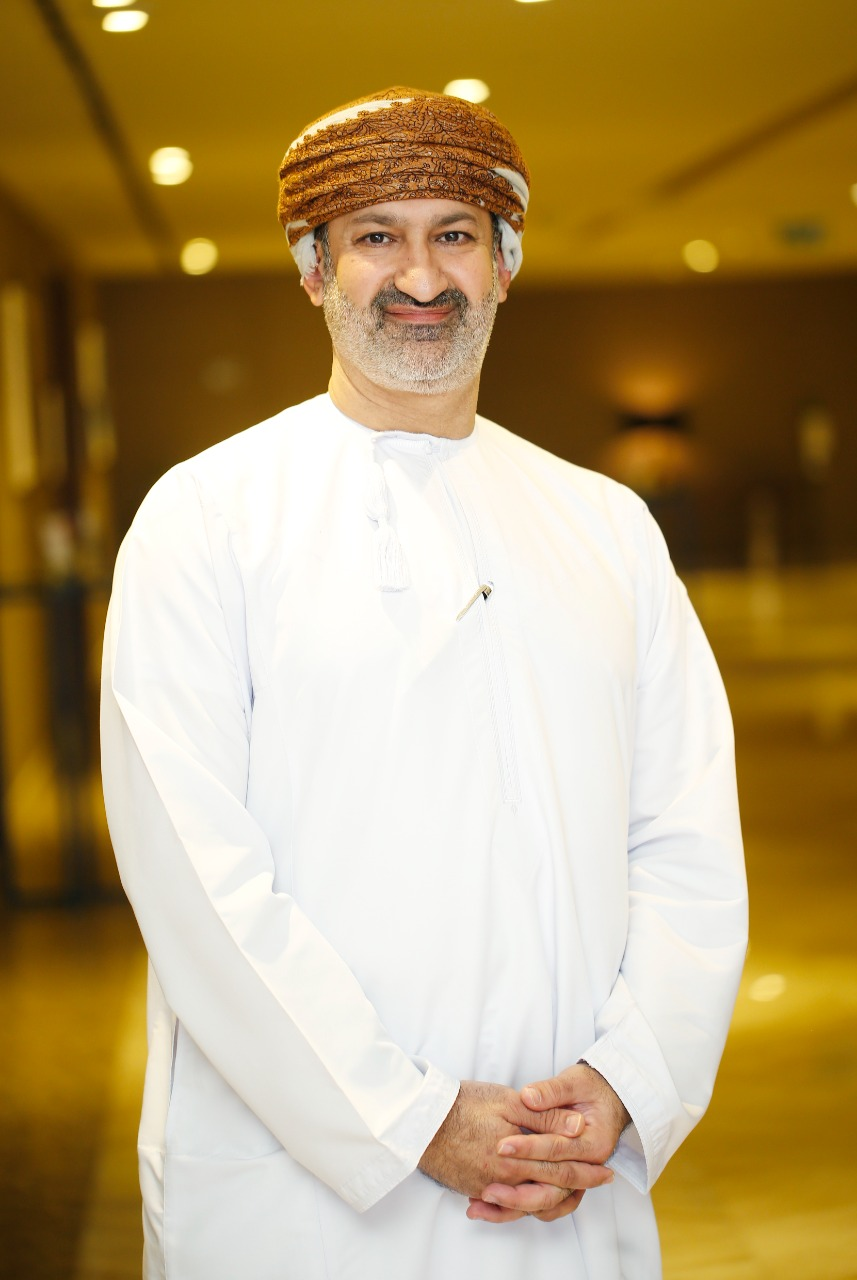

سعيد بن ناصر الراشدي من أبناء مسقط بسلطنة عمان، يتولى حاليا منصب الرئيس التنفيذي لجمعية الصناعيين العمانية، مؤسس شركة بيت التأمين (بيمة)  وشركة سندان للتطوير وشركة النصر للاستثمار والتطوير
ضمن أهم 100 رئيس تنفيذي في سلطنة عمان بحسب OER  وهو عضو مجلس إدارة الجمعية العقارية العمانية  ومجلس أمناء منتدى عمان للأعمال، ومجلس أمناء الكليات المهنية.

## من إنجازاته
حصل سعيد الراشدي على شهادة بكالوريوس في هندسة المعلومات من جامعة هل بالمملكة المتحدة، وشهادة ماجستير في تكنلوجيا الأعمال الإلكترونية من جامعة مانشستر بالمملكة المتحدة وخريج برنامج الرؤساء التنفيذيين من IMD في سويسرا كما حاز على منحة Chevening من المملكة المتحدة ومنحة IVLP وشهادة PMP من معهد PMI
أسس موقع سبلة العرب الذي اشتهر في بداية الالفية وكان أحد أكثر المواقع في عدد الزيارات في سلطنة عمان، والذي قام باغلاقه بعد قضية رأي عام شهيرة في عام 2007. كما أسس مجموعة شركات منها شركة سندان للتطوير وهي المطور لأكبر مشروع عقاري في سلطنة عمان من ناحية عدد الوحدات بمساحة 250 ألف متر مربع ويحوي 4000 وحدة تجارية وسكنية ، استقال من منصب الرئيس التنفيذي لشركة سندان عند اكتمال المشروع في يوليو 2018. كما اسس في عام 2014 شركة النصر للاستثمار والتطوير المختصة في تطوير المشاريع العقارية السكنية في سلطنة عمان، وشركة بيت التأمين (بيمة) وهي أكبر منصة للتأمين في سلطنة عمان ومن ضمن استثمارات صندوق التكنلوجيا العماني  وشركة التكنلوجيا المالية القابضة التي تمتلك حصص في شركات تقنية مختلفة.
وهو عضوا مؤسس في مجلس إدارة جمعية الصناعيين العمانية عند تأسيسها وتولى منصب الرئيس التنفيذي منذ التأسيس وحتى الآن.